# 卡爾伍德 (密蘇里州)
卡爾伍德（英語：Calwood）是位於美國密蘇里州卡勒韋縣的非建制地區。

## 歷史
卡爾伍德的郵局於1874年設立，其後於1922年停運。

## 地理
卡爾伍德所處的海拔為高於海平面248米（即814英呎），而該地所採用的時區為UTC-6，即北美中部時區（CST）。同時該地設有夏令時間，為UTC-6調快一小時，即UTC-5（CDT）。